# Finanzgericht München

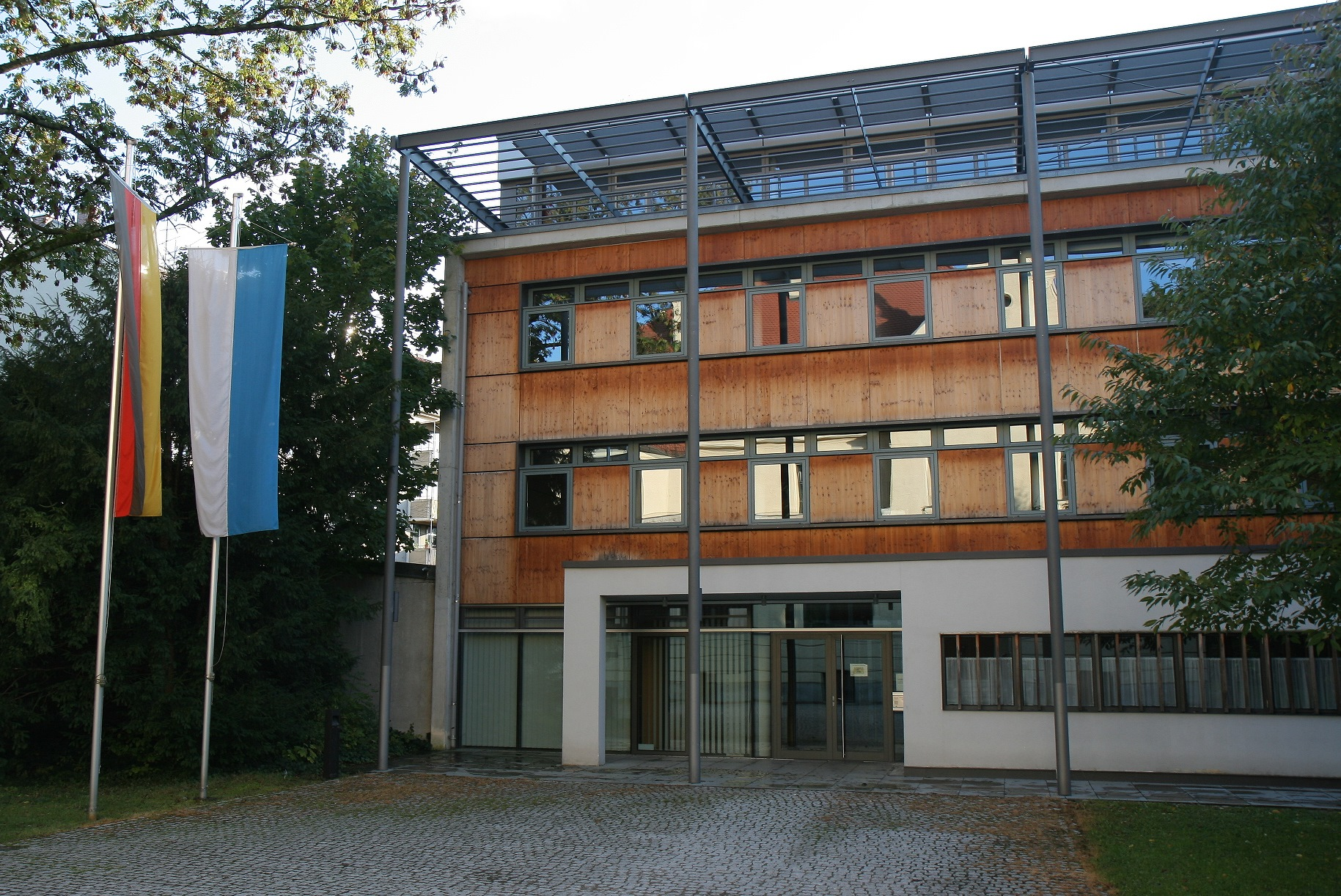
Gerichtsgebäude, 2008

Das Finanzgericht München ist eines von zwei Finanzgerichten im Freistaat Bayern. Es wird von der Präsidentin Petra Windsheimer geleitet.

## Gerichtssitz und -bezirk
Das Finanzgericht München (FG) hat seinen Sitz in München und ist örtlich zuständig für die Regierungsbezirke Oberbayern, Niederbayern und Schwaben sowie für alle bayerischen Zoll-, Verbrauchsteuer- und Monopolangelegenheiten.

## Gerichtsgebäude
Das Finanzgericht München befindet sich in der Ismaninger Straße 95, 81675 München im Bürgermeistergarten.
In Augsburg bestehen vier Außensenate in der Frohsinnstraße 21, 86150 Augsburg.

## Leitung
- 1954: Gretschmann
- 1960/1961: Anton Otto, * 11. August 1896
- Ab 14. Juli 1970: Gottfried Schwarz, * 13. November 1912
- Ab 1. Dezember 1977: Hans Kutter, * 24. Januar 1923
- Ab 1. Februar 1988: Arthur Strassl, * 20. Dezember 1928
- Ab 1. Februar 1992: Reinhard Eder, * 3. Juli 1930
- Ab 3. September 1996: Michael Wolf, * 18. Februar 1945
- Ab 1. Februar 2011: Franz Weilbacher, * 4. Juni 1950
- Karl Förger, Senatspräsident am Finanzgericht München, dann Bundesrichter am Bundesfinanzhof[1]
- Ab 1. August 2016 war die Stelle des Präsidenten bzw. der Präsidentin wegen eines Besetzungsstreits vakant.[2] Die Leitung lag beim Vizepräsidenten Peter Röll.
- Ab 29. September 2021: Petra Windsheimer, * 26. November 1959

## Instanzen
Da die Finanzgerichtsbarkeit zweistufig aufgebaut ist, stellt das Finanzgericht München die erste und einzige Tatsacheninstanz dar. Übergeordnetes Gericht ist, wie bei allen Finanzgerichten, der Bundesfinanzhof.